# Philomeces mussardi
Philomeces mussardi är en skalbaggsart som beskrevs av Pierre Lepesme 1952. Philomeces mussardi ingår i släktet Philomeces och familjen långhorningar. Inga underarter finns listade i Catalogue of Life.